# Dàghfal ibn al-Jarrah
Dàghfal ibn al-Jarrah (àrab: دغفل بن الجراح, Daḡfal b. al-Jarrāḥ) fou el fundador de la dinastia jarràhida de Palestina.
És el primer cap de la tribu que apareix a la segona meitat del segle x. Estava aliat dels càrmates i quan aquests van atacar Egipte el 971/972, un oficial càrmata es va establir a Ramla al costat del seu aliat Dàghfal; en la segona expedició càrmata a Egipte el 974 apareix un cap jarràhida de nom Hàssan ibn al-Jarrah (que es creu que podria ser el mateix Dàghfal) lluitant amb els càrmates, el qual fou subornat pel califa al-Muïzz (952–975) i va abandonar el camp causant la derrota dels atacants a la rodalia del Caire. Ja no torna a ser esmentat i poc després apareix al front dels jarràhides el seu fill al-Mufàrrij ibn Dàghfal.